# Richard Soumah
Richard Soumah (ur. 6 października 1986 roku w Créteil) – gwinejski piłkarz występujący na pozycji pomocnika. Gracz cypryjskiego klubu Apollon Limassol. Zawodnik posiada również francuskie obywatelstwo.

## Kariera klubowa
| Sezon   | Klub                 | Kraj    | Rozgrywki     | Mecze | Bramki | Rozgrywki Europy | Mecze | Bramki |
| ------- | -------------------- | ------- | ------------- | ----- | ------ | ---------------- | ----- | ------ |
| 2005/06 | En Avant Guingamp    | Francja | Ligue 2       | 3     | 0      | -                | -     | -      |
| 2006/07 | En Avant Guingamp    | Francja | Ligue 2       | 22    | 2      | -                | -     | -      |
| 2007/08 | En Avant Guingamp    | Francja | Ligue 2       | 29    | 4      | -                | -     | -      |
| 2008/09 | En Avant Guingamp    | Francja | Ligue 2       | 29    | 4      | -                | -     | -      |
| 2009/10 | En Avant Guingamp    | Francja | Ligue 2       | 17    | 1      | -                | -     | -      |
| 2010/11 | Stade Brestois 29    | Francja | Ligue 1       | 13    | 0      | -                | -     | -      |
| 2011/12 | Stade Brestois 29    | Francja | Ligue 1       | 3     | 0      | -                | -     | -      |
| 2011/12 | Angers SCO (wyp.)    | Francja | Ligue 2       | 15    | 0      | -                | -     | -      |
| 2012/13 | Stade Brestois 29    | Francja | Ligue 1       | 9     | 0      | -                | -     | -      |
| 2013/14 | RAEC Mons            | Belgia  | Eerste klasse | 24    | 1      | -                | -     | -      |
| 2015/16 | Amiens SC            | Francja | National      | 25    | 1      | -                | -     | -      |
| 2016/17 | Amiens SC            | Francja | Ligue 2       | 35    | 3      | -                | -     | -      |
| 2017/18 | Maccabi Petach Tikwa | Izrael  | Ligat ha’Al   | 27    | 3      | -                | -     | -      |

## Kariera reprezentacyjna
Piłkarz ma za sobą jeden występ w reprezentacji Francji U-21, jednak ze względu na brak szans na występ w seniorskiej kadrze Francuzów, zdecydował się na występy dla swojej drugiej ojczyzny - Gwinei, w której zagrał dwa razy.